# Clark Terry
Clark Terry (ur. 14 grudnia 1920 w Saint Louis, zm. 21 lutego 2015 tamże) – amerykański trębacz jazzowy, pionier jazzowej gry na flugelhornie, wokalista, bandlider, kompozytor i nauczyciel jazzu.

## Życiorys
W rodzinnym St. Louis ukończył Vashon High School. W liceum zaczął grać na puzonie wentylowym, z którego szybko zrezygnował na rzecz trąbki. Pierwsze kroki na estradzie stawiał jako członek orkiestry The Tom Powell Drum and Bugle Corps. Zawodową karierę rozpoczął na początku lat 40., grając w lokalnych klubach i na statkach spacerowych. Niedługo po przystąpieniu Stanów Zjednoczonych do II wojny światowej wstąpił do US Navy i otrzymał przydział do orkiestry. W latach służby wojskowej (1942–1945) przebywał w Great Lakes Naval Stadion. W tym czasie wypracował swoją wirtuozerską technikę instrumentalną, grając na trąbce partytury klarnetowe.
Po zwolnieniu z marynarki zaangażował się do orkiestry Lionela Hamptona, a następnie występował z zespołami Charliego Barneta, Eddiego „Cleanheada” Vinsona, Charliego Ventury i George’a Hudsona. W latach 1948–1951 grał w big-bandzie i mniejszych grupach Counta Basiego.
Przełomowym momentem w karierze Terry’ego była współpraca z Dukem Ellingtonem w latach 1951–1959. W tym czasie Terry grał partie solowe w wielu suitach Ellingtona, zyskując renomę wybitnego stylisty (od swingu po hard bop), wirtuozerskiego instrumentalisty i jednocześnie osoby o zaraźliwym poczuciu humoru. W 1959 pracował z Quincy Jonesem, na którego rozwój muzyczny wywarł duży wpływ, podobnie jak na Milesa Davisa, będąc w połowie lat 50. jego jazzowym „guru”. W 1960 został trębaczem sesyjnym w Nowym Jorku, był pierwszym czarnym muzykiem oficjalnie zatrudnionym przez koncern radiowo-telewizyjny NBC.
Przez dwanaście lat grał w orkiestrze Doca Severinsena, wstępującej w programie telewizyjnym „The Tonight Show” Johnny’ego Carsona. Współpracował jednocześnie – zarówno koncertując, jak i nagrywając płyty – z takimi artystami jak J.J. Johnson, Thelonious Monk, Oscar Peterson i Ella Fitzgerald. Na początku lat 60. wraz z Bobem Brookmeyerem prowadził kwintet, który zyskał sporą popularność. Po przeniesieniu programu Carsona do Los Angeles), Terry pozostał w Nowym Jorku, gdzie nadal pracował w studiach nagraniowych, i skąd wyjeżdżał na koncerty w Stanach Zjednoczonych i zagranicą jako gwiazda wielu zespołów. Był m.in. jednym z filarów grupy All Stars Normana Granza, koncertującej na całym świecie w ramach sławnego, popularyzatorskiego przedsięwzięcia muzycznego Jazz at the Philharmonic (JATP), realizowanego w latach 1944–1983. Podczas występów JATP często zamieniał trąbkę na flugelhorn, stając się pionierem jazzowej gry na tym instrumencie, który z biegiem czasu stał się jego instrumentem głównym.

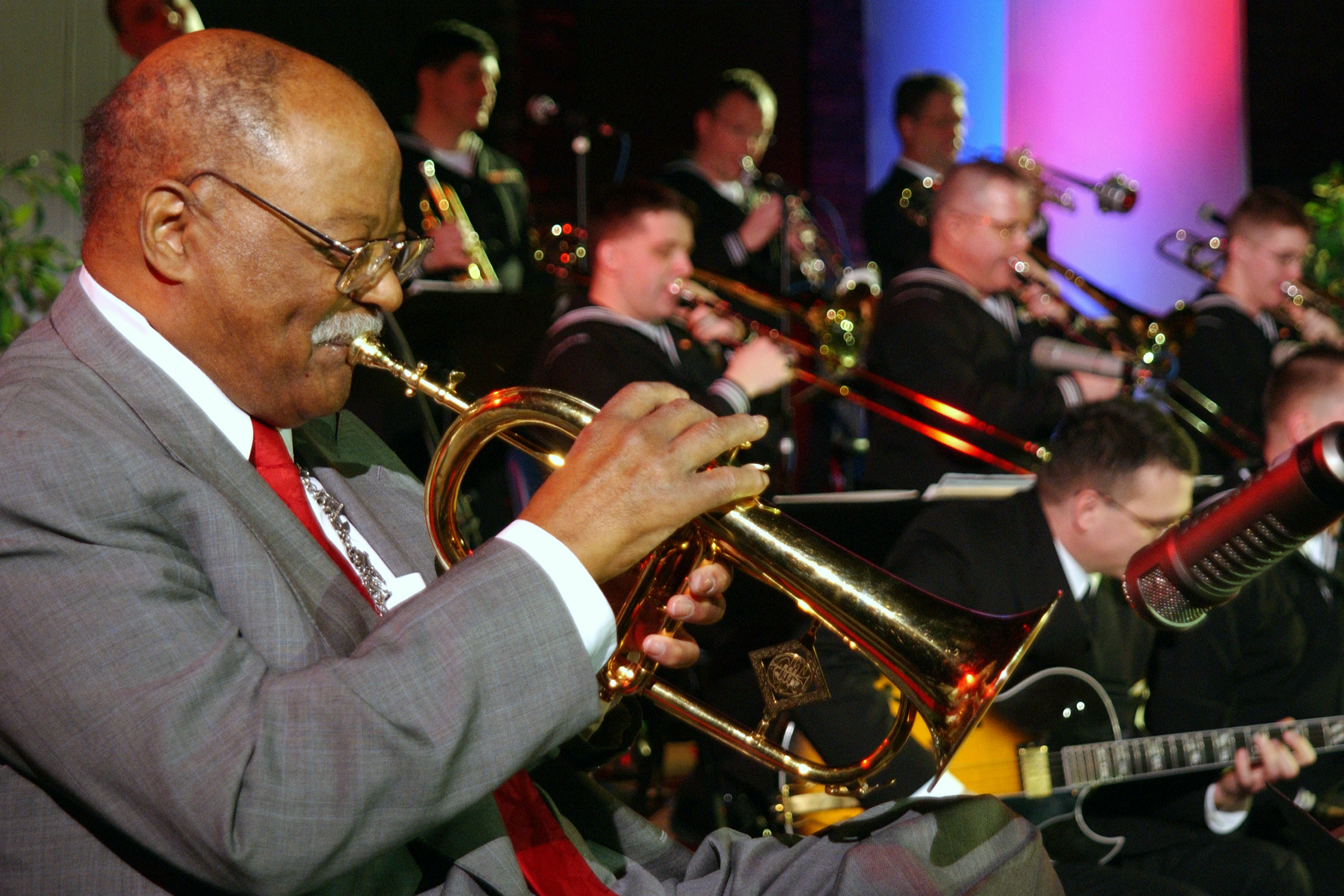
Clark Terry gra na okolicznościowym koncercie z The Great Lakes Navy Band, z którą występował w latach II wojny światowej, 2002

W latach 70., 80. i 90. bardzo dużo koncertował w klubach i na festiwalach jazzowych na całym świecie (m.in. uczestniczył w warszawskim „Jazz Jamboree” w 1978), zazwyczaj jako lider, ale także członek zespołów innych wybitnych muzyków. Występował w nowojorskich salach Carnegie Hall, Town Hall, Lincoln Center, podróżował z zespołami The Newport Jazz All Stars i JATP i grywał w New York Pops Orchestra Skitcha Hendersona. W 1998 nagrał dla Red Hot Organization utwór na płytę Red Hot + Rhapsody: The Gershwin Groove, wydaną dla uczczenia George’a Gershwina, a z której dochód został przeznaczony na walkę z AIDS. W duecie z amerykańską wokalistką r&b i pianistką, Amel Larrieux, zarejestrował dla RHA w 2001 kolejny utwór, tym razem na płytę Red Hot + Indigo, upamiętniającą Duke’a Ellingtona.
W swojej długoletniej karierze nagrał jako lider lub muzyk towarzyszący ponad trzysta płyt, co daje świadectwo jego roli w rozwoju jazzu i statusu artystycznego. Ponadto sam skomponował ponad 200 utworów, które m.in. wykonywał przed siedmioma prezydentami Stanów Zjednoczonych.

## Artysta i ambasador jazzu

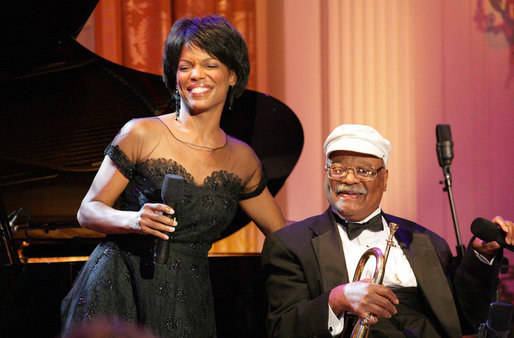
Wokalistka Nnenna Freelon i Clark Terry w Białym Domu, 2006

Niezwykła biegłość techniczna Terry’ego nigdy w jego grze nie dominowała nad głębią wyrazu i emocjonalną sferą muzyki, nawet kiedy ujawniał w niej swoje znane poczucie humoru. Przykładem tego jest jego kompozycja Mumbles (Mamroty) z 1964, w której zaprezentował własną, oryginalną formę śpiewania scatem. „Mumbles” stały się wyróżnikiem jego stylu, służąc do prowadzenia swoistego dialogu głosu z dźwiękami trąbki lub flugelhornu. Owo wokalno-instrumentalne dialogowanie z samym sobą daje świadectwo wielkiej wirtuozerii Terry’ego, która nigdy jednak nie zamieniała się w popis samej tylko brawury wykonawczej. Dzięki swojej sztuce Terry stał się ważną postacią w historii jazzu i jednym z największych trębaczy tego gatunku muzyki.
Terry propagował jazz nie tylko jako wykonawca. Zainspirowany działalnością muzyka i społecznika, Billy’ego Taylora, wraz z kontrabasistą Miltem Hintonem kupował instrumenty dla młodych muzyków, których następnie uczył jazzu. Przedsięwzięcie to z czasem przekształciło się w projekt „Jazz Mobile in Harlem”, którego celem jest kultywowanie tego gatunku muzyki. Terry jako wykładowca regularnie pojawiał się na wielu prestiżowych amerykańskich uczelniach muzycznych oraz prowadził organizowane przez siebie obozy jazzowe. Od 2000 jest gospodarzem „Clark Terry Jazz Festivals”.
Otrzymał wiele nagród i wyróżnień, m.in. dwie Grammy Awards i trzy nominacje, szesnaście doktoratów honoris causa, nominację na Jazzowego Ambasadora Stanów Zjednoczonych na Bliskim Wschodzie i w Afryce oraz NEA Jazz Masters Award. Mieszkańcy jego rodzinnego St. Louis uhonorowali go wprowadzeniem do panteonu The Walk of Fame oraz umieszczając naturalnej wielkości figurę woskową w The Black History Museum.

## Dyskografia
- 1954 Clark Terry (PolyGram)
- 1955 Clark Terry with Quentin Jackson/Martial Solal/Kenny Clarke (Disques Swing)
- 1955 Introducing Clark Terry (EmArcy)
- 1955 Swahili (EmArcy)
- 1957 Serenade to a Bus Seat (Riverside/Original Jazz Classics)
- 1957 Duke with a Difference (Riverside/Original Jazz Classics)
- 1958 In Orbit (Riverside/Original Jazz Classics)
- 1958 Clark Terry Quartet with Thelonious Monk (Jazzland)
- 1958 Out on a Limb with Clark Terry (Argo)
- 1959 Top and Bottom Brass (Riverside/Original Jazz Classics)
- 1960 Paris 1960 (Swing)
- 1960 Color Changes (Candid)
- 1961 Everything's Mellow (Prestige)
- 1961 Mellow Moods (Prestige)
- 1962 All American (Prestige)
- 1962 Plays the Jazz Version of „All American” (Moodsville)
- 1962 The Night Life (Mood)
- 1962 Clark Terry & Bob Brookmeyer (Verve)
- 1963 More (Cameo)
- 1963 Tread Ye Lightly (Cameo)
- 1963 What Makes Sammy Swing (20th Century)
- 1964 The Happy Horns of Clark Terry (Impulse!/GRP)
- 1964 The Power of Positive Swinging (Mainstream)
- 1964 Live 1964 (Emerald)
- 1964 Quintet (Mainstream)
- 1964 Tonight (Mainstream)
- 1964 Clark Terry Tonight (Mainstream)
- 1964 Oscar Peterson Trio + One (Mercury)
- 1966 Spanish Rice (Impulse!)
- 1966 Gingerbread Men (Mainstream)
- 1966 Mumbles (Mainstream)
- 1966 Angyumaluma Bongliddleany Nannyany Awhan Yi! (Mainstream)
- 1967 It's What’s Happenin' (Impulse!)
- 1968 Music in the Garden (live) (Jazz Heritage)
- 1969 At the Montreux Jazz Festival (Polydor)
- 1966 Live on 57th Street (Big Bear)
- 1970 Big B-A-D Band In Concert, Live 1970 (Etoile)
- 1974 Clark Terry’s Big B-A-D Band Live at the Wichita Jazz Festival (Vanguard)
- 1975 Oscar Peterson & Clark Terry (Pablo/Original Jazz Classics)
- 1975 Clark Terry and His Jolly Giants (Vanguard)
- 1975 Trumpet Kings at Montreux '75 (Pablo)
- 1976 Clark Terry’s Big B-A-D Band Live at Buddy's Place (Vanguard)
- 1976 Live at the Jazz House (Pausa)
- 1976 Wham (live) (BASF)
- 1976 Squeeze Me (Chiaroscuro)
- 1977 The Globetrotter (Vanguard)
- 1978 Out of Nowhere (Bingow)
- 1978 Brahms Lullabye (Amplitude)
- 1978 Funk Dumplin's (Matrix)
- 1979 Mother...! Mother...! (Pablo)
- 1979 Ain’t Misbehavin' (Pablo)
- 1979 Live in Chicago, Vol. 1 (Monad)
- 1979 Live in Chicago, Vol. 2 (Monad)
- 1980 Memories of Duke (Pablo)
- 1981 Yes, the Blues (Pablo/Original Jazz Classics)
- 1986 To Duke and Basie (Rhino)
- 1986 Jive at Five (Enja)
- 1988 Metropole Orchestra (Mons)
- 1988 Portraits (Chesky)
- 1989 The Clark Terry Spacemen (Chiaroscuro)
- 1989 Locksmith Blues (Concord)
- 1990 Having Fun (Delos)
- 1990 Live at the Village Gate (Chesky)
- 1990 Live at the Village Gate: Second Set (Chesky)
- 1993 What a Wonderful World: For Lou (Red Baron)
- 1994 Shades of Blues (Challenge)
- 1994 Remember the Time (Mons)
- 1995 With Pee Wee Claybrook & Swing Fever (D'Note)
- 1995 Top and Bottom Brass (live) (Chiaroscuro)
- 1995 Reunion (D'Note)
- 1995 Express (Reference)
- 1996 Good Things in Life (live) (Mons)
- 1996 Alternate Blues (Analogue)
- 1998 Daylight Express (GRP)
- 1999 Living Worship Let's Worship (Newport)
- 2000 One on One (Chesky)
- 2000 A Jazz Symphony (Centaur)
- 2001 Herr Ober: Live at Birdland Neuburg (Nagel-Heyer)
- 2004 George Gershwin's Porgy & Bess (Clark Terry, Jeff Lindberg & The Chicago Jazz Orchestra) (A440 Music Group)
- 2009 Live in Warsaw 1978 (Gambit Spain)

## DVD
- 2005 Norman Granz Jazz in Montreux Presents Clark Terry Sextet '77 (Eagle Rock Entertainment)

## Publikacje
- Clark Terry, The Autobiography of Clark Terry, University of California Press, 2011, ISBN 0-520-26846-6

## Odznaczenia
- 2000 Kawaler Orderu Sztuki i Literatury (Francja)

## Upamiętnienie
W 1994 został wprowadzony do Panteonu Sław Bigbandów i Jazzu (The Big Band and Jazz Hall of Fame).